# Bolesław (gemeente in powiat Dąbrowski)
De gemeente Bolesław is een landgemeente in het Poolse woiwodschap Klein-Polen, in powiat Dąbrowski.
De zetel van de gemeente is in Bolesław.
Op 30 juni 2004 telde de gemeente 2889 inwoners.

## Oppervlakte gegevens
In 2002 bedroeg de totale oppervlakte van gemeente Bolesław 35,41 km², waarvan:
- agrarisch gebied: 38%
- bossen: 40%

De gemeente beslaat 6,72% van de totale oppervlakte van de powiat.

## Demografie
Stand op 30 juni 2004:
| Omschrijving                   | Totaal | Totaal | Vrouwen | Vrouwen | Mannen | Mannen |
| ------------------------------ | ------ | ------ | ------- | ------- | ------ | ------ |
| eenheid                        | aantal | %      | aantal  | %       | aantal | %      |
| inwoners                       | 2889   | 100    | 1464    | 50,7    | 1425   | 49,3   |
| bevolkingsdichtheid (inw./km²) | 81,6   | 81,6   | 41,3    | 41,3    | 40,2   | 40,2   |

In 2002 bedroeg het gemiddelde inkomen per inwoner 1247,74 zł.

## Plaatsen
Sołectwa:
- Bolesław
- Kanna
- Kuzie
- Pawłów
- Podlipie
- Samocice
- Strojców
- Świebodzin
- Tonia

## Aangrenzende gemeenten
Gręboszów, Mędrzechów, Nowy Korczyn, Olesno